# Teoria umysłu

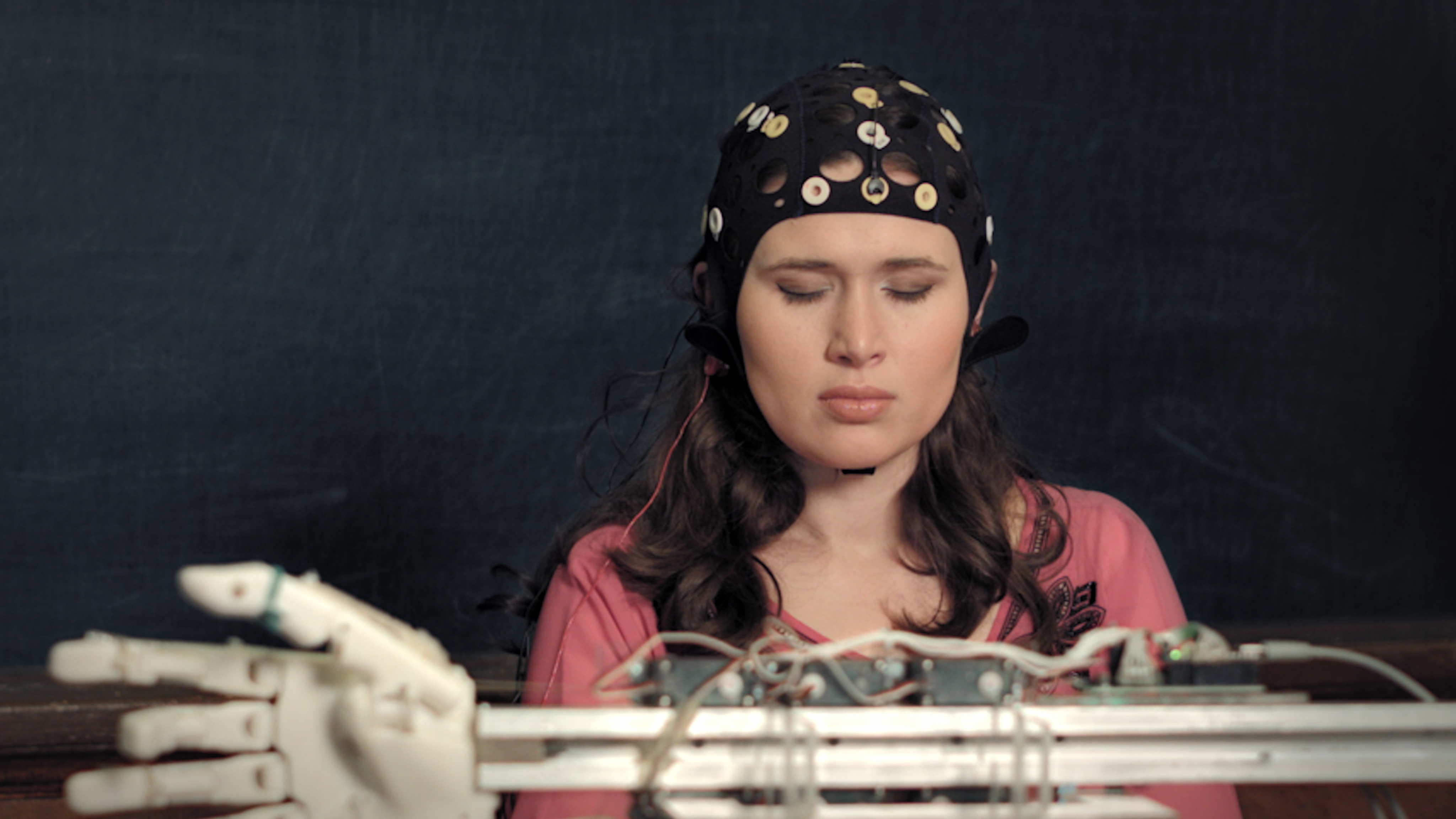
Przykład wykorzystania technologii umysł-komputer

Teoria umysłu (teoria mechanizmu umysłowego) – charakterystyczne dla homininów i prawdopodobnie także innych człowiekowatych rozumienie innych istot (osób, osobników) poprzez uświadomienie sobie, że mają umysły, dzięki którym mogą mieć inną wiedzę o otaczającym świecie. Dzięki niej jednostki mogą przyjmować czyjąś perspektywę i rozumieć czyjeś intencje. Jest ona tożsama z intencjonalnością drugiego rzędu (przekonanie o czyimś przekonaniu). Umiejętność ta nie jest efektem socjalizacji, lecz jest wrodzona, uaktywniająca się u ludzi przed końcem piątego roku życia.
Procesy zachodzące w umyśle innego człowieka są nieobserwowalne, można więc o nich wnioskować tylko na podstawie mimiki, gestykulacji, wypowiedzi, zachowania oraz doświadczeń wynikających z kontaktów społecznych i uświadamiania sobie własnych stanów umysłu (introspekcja). Posiadanie takiej teorii jest podstawą przystosowawczych zachowań społecznych (zob. adaptacja w psychologii i  w socjologii), gdyż pozwala na rozumienie i przewidywanie zachowań innych ludzi. Dzięki niej możliwe jest też podejmowanie działań zależnie od sytuacji i oczekiwań innych, rozumienie norm społecznych, manipulowanie innymi, a także rozumienie puenty w dowcipach.

## Badanie teorii umysłu
Termin „teoria umysłu” wprowadzony został w 1978 roku przez D. Premacka i G. Woodruffa, autorów artykułu pt. Does the chimpanzee have a theory of mind?. Stwierdzili oni, że szympansy, podobnie jak ludzie, dysponują „teorią”, dzięki której możliwe jest wnioskowanie o stanach innych umysłów. W prowadzonych przez nich eksperymentach szympansy podejmowały decyzje zależnie od zaobserwowanych działań biorących udział w eksperymencie ludzi, co miało świadczyć o rozumieniu celu działania. Sceptycznie nastawieni badacze interpretowali jednak wyniki jako efekt kojarzenia, a nie rozumienia działań. Koncepcja ta stała się później popularna wśród filozofów i psychologów rozwojowych.
Funkcjonowanie teorii umysłu (teorii mechanizmu umysłowego) jest badane przy pomocy historyjek obrazkowych testujących rozumienie fałszywych przekonań. Umiejętność dokonywania atrybucji I rzędu polegających na zrozumieniu, że X coś zrobił, ponieważ coś pomyślał, jest badana przy pomocy różnych wariantów zadania „Sally-Ann”, wykorzystanego po raz pierwszy w badaniach przeprowadzonych przez H. Wimmer i J. Pemer w 1983 roku. Sally i Ann przebywają w tym samym pomieszczeniu. Sally chowa piłeczkę w swoim koszyczku i wychodzi z pokoju. Podczas jej nieobecności Ann przenosi piłeczkę do własnego pudełka. Kluczowe pytanie zadawane badanemu brzmi „gdzie Sally będzie szukała swojej piłeczki?”. Większość prawidłowo rozwijających się dzieci w wieku 4 lat jest w stanie poprawnie rozwiązać to zadanie. Wyniki badań przeprowadzonych przez S Baron-Cohena i S. Holroyd sugerują, że 20–30% osób z autyzmem może osiągnąć poziom zdrowych czterolatków w wieku kilkunastu lat. Autystycy posługujący się teorią umysłu na poziomie atrybucji I rzędu przewyższają dzieci zdrowe znajdujące się na tym samym poziomie rozwoju teorii umysłu nie tylko pod względem wieku chronologicznego, lecz także pod względem dojrzałości intelektualnej. Z tych samych badań wynika, że osoby z autyzmem nie osiągają poziomu, który jest łatwy dla zdrowych 6–7-latków, a mianowicie atrybucji II rzędu. Zdolność do atrybucji II rzędu umożliwia tworzenie następujących konstrukcji myślowych: „X zrobił coś, ponieważ pomyślał, że Y pomyślał”, które są podstawą rozumienia znaczenia intencji, kłamstwa i przenośni.
Teoria umysłu szympansów została w 2017 roku potwierdzona doświadczalnie z użyciem testu fałszywych przekonań, analogicznego do testu Sally–Anne (testu niespodziewanej zmiany).

## Zaburzenie teorii umysłu w autyzmie
Założenie przedstawione przez Premacka i Woodruffa (podważone później przez problem podwójnej empatii), stało się ówczesnym punktem wyjścia dla owocnego badawczo, diagnostycznie i terapeutycznie nurtu prac psychologicznych dotyczących autyzmu. W roku 1985 S. Baron-Cohen, A. Leslie i U. Frith wysunęli hipotezę, że podłożem obserwowanych w autyzmie jakościowych zaburzeń w kontaktach społecznych, komunikacji i wyobraźni jest deficyt poznawczy. Deficyt ten dotyczy zaburzenia rozwoju wrodzonego modułu zwanego teorią umysłu. Uważano, że w autyzmie nie dochodzi do osiągnięcia pełnej dojrzałości systemu odpowiedzialnego za rozpoznawanie własnych stanów umysłu oraz wnioskowanie przez analogię o stanach umysłu innych ludzi. Leslie przypuszczał, że uszkodzeniu ulega mechanizm odpowiedzialny za tworzenie reprezentacji nadrzędnych dotyczących zdarzeń, które nie mogą być obserwowane bezpośrednio. Takimi zdarzeniami są zdarzenia psychiczne (reprezentacje II rzędu). Zgodnie z tym, brak możliwości budowania reprezentacji II rzędu miał być podstawą występujących u dobrze funkcjonujących autystów trudności z:
- Zabawą w udawanie, przyjmowaniem ról – np. nie rozumieją, dlaczego ktoś, trzymając przy uchu banana, zachowuje się tak jakby rozmawiał przez telefon. Podstawą poprawnego odbioru tej sytuacji jest zrozumienie, że ten ktoś wyobraża sobie, że banan to słuchawka telefonu.
- Współdzieleniem zainteresowań i podtrzymywaniem relacji naprzemiennej – dla poprawnego zaistnienia w rozmowie o samochodzie, którym interesuje się kolega, konieczne jest zauważenie, że patrzy on na ten samochód. Konieczna jest wiedza o tym, że patrzeć na coś to znaczy interesować się, chcieć to dostać. Następnie przypisanie stanu umysłu – „on się tym interesuje”. Na końcu konieczne jest przypisanie koledze stanu umysłu dotyczącego oczekiwań – „on oczekuje, że rozmowa będzie dotyczyła tego samochodu, że w swoich wypowiedziach odniosę się do tego, co on mówi”.
- Zrozumieniem kłamstwa – żeby zrozumieć istotę manipulacji, konieczna jest wiedza o tym, że zachowaniem sterują przekonania. Przekonania nie zawsze odzwierciedlają rzeczywistość. Przekonania innych możemy zmieniać przez zmianę własnego zachowania lub elementów rzeczywistości. Konieczne jest tu przypisanie stanu umysłu innej osobie i wiedza o tym, jak ten stan umysłu można zmienić.
- Zrozumieniem intencji – nie rozumieją różnicy pomiędzy celowym rzuceniem talerza o podłogę i rozbiciem go a przypadkowym upuszczeniem, gdy efekt obydwu działań jest taki sam. W ocenie tej sytuacji odnoszą się do fizycznych cech zdarzenia, pomijając znaczenie zdarzeń umysłowych.
- Zrozumieniem przenośni – możliwą jest sytuacja, w której osoba z autyzmem, słysząc komentarz kolegów do jakiejś szczególnie ekscytującej sceny w filmie brzmiący „ale czad”, zapyta „Czy macie nieszczelny piec?”. Dla poprawnego zaistnienia w tej hipotetycznej sytuacji konieczne jest zintegrowanie informacji dotyczących gestykulacji, mimiki (wskaźniki emocji) z wiedzą na temat tego, czym koledzy są zainteresowani. Na tej podstawie możliwe jest przypisanie stanu umysłu – zachwyt, ekscytacja. Stan umysłu, czyli wyobrażenie sobie, co dana osoba chciała wyrazić, mówiąc „ale czad”, pozwala na pominięcie dosłownego znaczenia tego komunikatu.

## Problem podwójnej empatii a spektrum

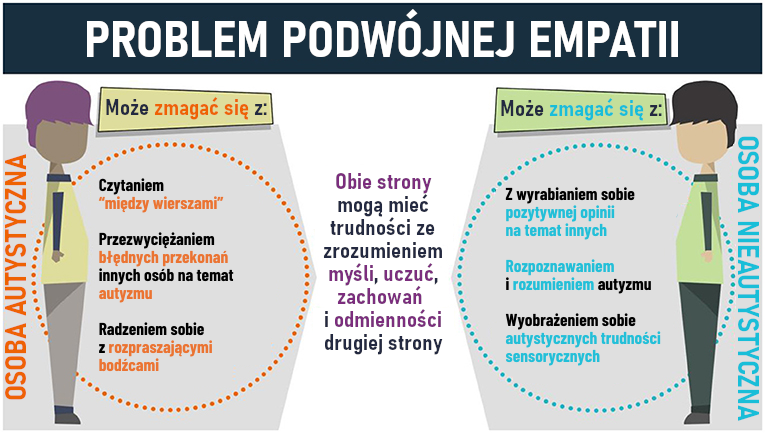
Problem podwójnej empatii ma wyjaśniać, dlaczego relacje zawierane przez osoby w spektrum z osobami neurotypowymi oraz relacje dwóch autystów, znacząco różnią się w aspekcie wzajemnej komunikacji i zrozumienia.

Aktualne wyniki badań sugerują, że do problemów społecznych w relacjach między osobą autystyczną a neurotypową, nie musi wcale dochodzić ze względu na pewnego rodzaju wrodzone dysfunkcje osób w spektrum. Powodem może być bowiem błędna komunikacja pomiędzy stronami: obydwu rozmówców może napotkać trudności we wzajemnym zrozumieniu na różnych płaszczyznach. Przykładowo, osoba autystyczna będzie miała większy problem z wychwytywaniem przenośnego lub zasugerowanego sensu słów rozmówcy (tzw. „czytanie między wierszami”). Z kolei osoba nieautystyczna może mieć problem w zrozumieniu istoty spektrum, czyli m.in. wyobrażeniu sobie problemów natury sensoryczno-motorycznej u autystów. Powyższe twierdzenie charakteryzuje teorię podwójnej empatii. 
Potwierdzeniem powyższego stanowiska ma być wykazana w badaniach większa tendencja do zawierania relacji osób autystycznych między sobą, niż z osobami spoza spektrum. 

### System czytania umysłu
S. Baron-Cohen, jeden z głównych badaczy teorii umysłu w autyzmie, zakłada istnienie systemu czytania umysłu, którego dojrzewanie pozwala na coraz sprawniejsze dokonywanie atrybucji stanu umysłu innego podmiotu. System czytania umysłu zawiera cztery składowe:
- ID – „wykrywacz intencji”. Jest to prymitywny mechanizm o charakterze popędowym, niezwiązany z żadnym ze zmysłów. Efektem jego działania jest dążenie w kierunku lub unikanie bodźca. Prawdopodobnie na tym poziomie występuje już u noworodka.
- EDD – „wykrywacz kierunku patrzenia”. Jego zadaniem jest wykrywanie obecności oczu oraz tworzenie reprezentacji zachowania wzrokowego.
- SAM – mechanizm współdzielenia uwagi. Jego zadaniem jest odczytywanie, czy podmiot i inna osoba dzielą zainteresowanie tym samym obiektem.
- TOMM – teoria mechanizmu umysłowego (teoria umysłu). Jest to system umożliwiający przypisywanie stanu umysłu, interpretowanie zachowania jako wyniku tego stanu i przewidywanie dalszego zachowania. Integruje on wiedzę na temat stanów umysłu w spójną teorię.

U dzieci nieautystycznych rozwijających się prawidłowo wszystkie wymienione poziomy są rozwinięte w wieku około 4 lat. U osób z autyzmem zaburzenie może dotyczyć zarówno mechanizmu współdzielenia uwagi, jak i teorii umysłu (problemy pojawiają się przed 18 miesiącem życia i są głębokie) lub tylko posiadania i dojrzewania samego TOMM (zaburzenie pojawia się po 18 miesiącu życia i jego symptomy są nieco lżejsze). Wykrywanie kierunku patrzenia nie jest konieczne do rozwinięcia teorii umysłu, ponieważ rozwija się ona także u osób niewidomych.

#### Mechanizm współdzielenia uwagi – wczesne diagnozowanie autyzmu
Wiedza na temat zaburzeń dotyczących SAM pozwala na wczesne (około 18 mies. życia) wykrywanie dzieci zagrożonych wystąpieniem pełnych objawów zaburzenia autystycznego.
Duże znaczenie diagnostyczne mają tu następujące objawy:
- Brak umiejętności zabawy z udawaniem (udajemy, że miś śpi i trzeba go przykryć kocykiem lub że klocek jest kubeczkiem, z którego pijemy herbatę).
- Brak współdzielenia uwagi (brak preinformującego wskazywania palcem, śledzenia wzrokiem, przynoszenia obiektów w celu zainteresowania nimi innej osoby).
- Brak naprzemiennej zabawy społecznej (np. „a kuku” lub zabawa paluszkowa „sroczka” – brak satysfakcji czerpanej z zabawy i dążenia do jej kontynuowania).

### Teoria umysłu a wnioskowanie
Baron-Cohen i współpracownicy (1994) podjęli próby eksperymentalnego ustalenia okolic mózgu, których uszkodzenie może być odpowiedzialne za przedstawione deficyty. Uzyskane dane wskazują, że zaburzenie dotyczy kory nadczołowej prawej półkuli. Uszkodzenie tego obszaru prowadzi do zaburzeń introspekcji.
Pytanie, czy problemy określane jako deficyt teorii umysłu mają swoje źródło w bardziej podstawowym i ogólnym zaburzeniu procesu wnioskowania, nie zyskało dotychczas jasnej odpowiedzi. Wyniki badań (Scott i Baron-Cohen 1996) wskazują, że dzieci autystyczne tak samo dobrze jak upośledzone umysłowo o porównywalnym wieku umysłowym wnioskują przez analogię oraz ze stanu rzeczy. Stwierdzony brak zaburzeń procesu wnioskowania na poziomie konkretnoobrazowym nie obejmuje pełnego spektrum funkcjonowania poznawczego człowieka. Możliwe, że podłożem trudności występujących w autyzmie jest zaburzenie procesu tworzenia pojęć (odnoszących się nie tylko do stanów umysłu) niezwiązanych bezpośrednio ze światem konkretów. Może się to wiązać z poważnym utrudnieniem lub wręcz brakiem możliwości osiągnięcia poziomu operacji formalnych.